# Lanžhot
Lanžhot − miasto na Morawach, w Czechach, w kraju południowomorawskim. Według danych z 31 grudnia 2003 powierzchnia miasta wynosiła 5 486 ha, a liczba jego mieszkańców 3 713 osób.

## Demografia
| Rok             | 1970  | 1980  | 1991  | 2001  | 2003  |
| --------------- | ----- | ----- | ----- | ----- | ----- |
| Liczba ludności | 3 926 | 3 944 | 3 753 | 3 771 | 3 713 |

Źródło: Czeski Urząd Statystyczny